# Chinami Nishimura
Chinami Nishimura (西村 ちなみ?, Nishimura Chinami; Chiba, 18 novembre 1970) è una doppiatrice giapponese.

## Doppiaggio

### Anime
- Kanna in Air
- President Aria in Aria
- Lita Blanchimont in Atelier Iris: Eternal Mana
- Kiyone Kotetsu in Bleach
- Elena in Blue Gender
- Uzura Kitaurawa in Cyber Team in Akihabara
- Penelope Spectra in Danny Phantom
- Fen Feiling in Gate Keepers
- Kiiro Iijima in Iczer Girl Iczelion
- Ohzaru in Jubei-chan
- Dark Dream in Yes! Pretty Cure 5 - Le Pretty Cure nel Regno degli Specchi
- Mia Guillem in Kaleido Star
- Koko in Zatch Bell!
- Greta in Little Snow Fairy Sugar
- Principessa Asuka in Magic Knight Rayearth
- Randy in Maze: Bakunetsu Jiku
- Kiki Rosita in Mobile Suit Gundam: The 08th MS Team
- Nacchan in Onegai Teacher
- Agente Jenny, Pachirisu di Lucinda, Unfezant di Ash e altri minori in Pokémon
- Principessa Morebucks in The Powerpuff Girls Z
- Mari in La rivoluzione di Utena
- Reika Aoki/Cure Beauty in Smile Pretty Cure!
- Kyoko Asada in Taro the Space Alien
- Hydra, Akidora in UFO Ultramaiden Valkyrie
- Tamao Mitsurugi in Variable Geo
- Reika Aoki/Cure Beauty in Eiga Pretty Cure All Stars New Stage - Mirai no tomodachi
- Reika Aoki/Cure Beauty in Eiga Smile Pretty Cure! - Ehon no naka wa minna chiguhagu!
- Reika Aoki/Cure Beauty in Eiga Pretty Cure All Stars New Stage 2 - Kokoro no tomodachi
- Reika Aoki/Cure Beauty in Eiga HUGtto! Pretty Cure Futari wa Pretty Cure - All Stars Memories

### Videogiochi
- Populi in Crime Crackers 2
- Chain Gun in Evolution Worlds
- Reika Aoki/Cure Beauty in Smile Pretty Cure! Let's Go! Märchen World